# 反向域名表示法

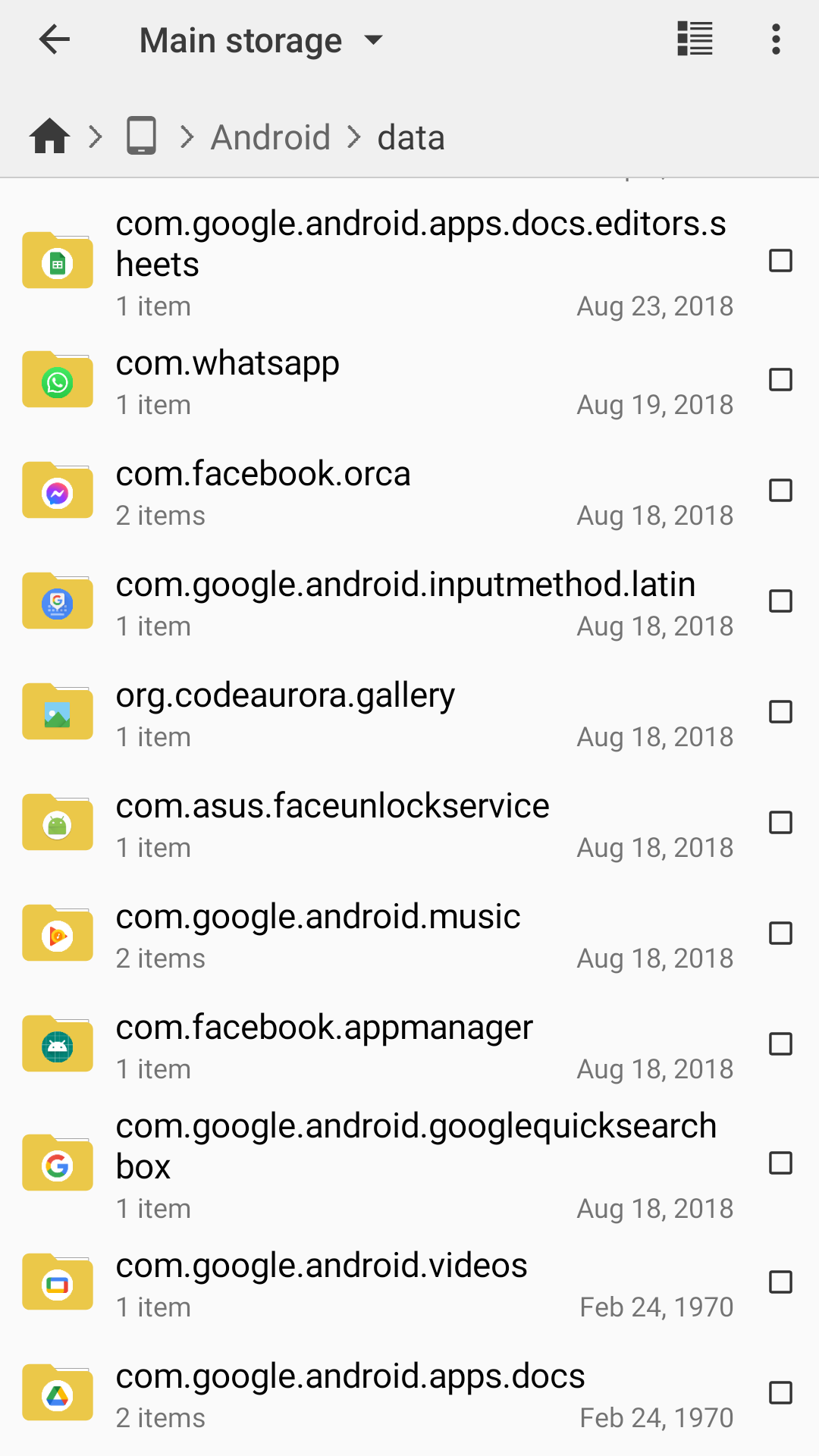
reverse-DNS 在檔案系統中的範例

反向域名表示法（Reverse domain name notation，或作 reverse-DNS）是程式語言、系統或框架用於組件、套件、類型或檔案名稱的命名約定之一。
reverse-DNS 字串基於已註冊的域名，出於歸類的目的而將各組成部份的順序顛倒了過來。 舉例來說，若有個公司生產名為「MyProduct」的產品，且註冊了example.com這個域名，那他們就可以用com.example.MyProduct這個 reverse-DNS 字串作為該產品的識別符號。
反向DNS名稱被認為是消除命名空間衝突的簡易作法，因為任一域名在全世界都僅有唯一的一名註冊者。

## 歷史
反轉的DNS字串早於網際網路域名標準出現。 在網際網路域名標準建立之前，英國聯合學術網路小組（JANET）在其名稱註冊方案中使用了此順序。 舉例來說，uk.ac.bris.pys.as這個名稱被解讀為位於英國（顶级域.uk ）境內名為as的主機，而網際網路標準會將其解讀為美屬薩摩亞頂級域（.as）中名為uk的主機。
在JANET式和Internet式地址皆通行的時代，郵件發送者和網關站點透過臨時的解決方式來處理這些差異，但仍可能產生混淆。 
reverse-DNS 標識符字串最初在 Java 平臺上廣泛使用。

## 範例
使用反向 DNS 表示法的系統範例如下：
- 昇陽電腦的Java平臺用於命名空間。
- 蘋果公司的統一類型標識（UTI） [1]
- Android作業系統用於對應用程式進行分類（因為Dalvik虛擬機以Java為基礎）
- dconf ， GNOME所使用的配置後端
- freedesktop.org 桌面入口規範[2]
- iSCSI Qualified Naming

reverse-DNS 字串的一些範例如下：
- com.adobe.postscript-font ， Adobe Systems的PostScript字體的UTI字串
- com.apple.ostype ， Apple OSType的UTI字串
- org.omg.CORBA，CORBA的Java庫
- org.w3c.dom ， W3C DOM的Java庫
- org.kde.dolphin.desktop ，桌面文件名